# Prosopis
Prosopis és un gènere de planta amb flor dins la família de les fabàcies. Conté unes 45 espècies d'arbres espinosos i arbusts que es troben en clima subtropical i tropical d'Amèrica, Àfrica, Àsia occidental i Àsia del sud. Sovint prosperen en climes amb aridesa i són resistents a la secada. Ocasionalment fan un gran sistema d'arrels molt profund. La seva fusta usualment és dura, densa i duradora. Els fruits són llegums amb molt sucre.

## Algunes espècies
- Mezquites (sud dels Estats Units i Mèxic)
  - Prosopis glandulosa Torr. –
  - Prosopis laevigata (Humb. i Bonpl. ex Willd.) M.C.Johnst. -
  - Prosopis pallida (Humb. & Bonpl. ex Willd.) Kunth –
  - Prosopis pubescens Benth. –
  - Prosopis reptans Benth. – Tornillo
  - Prosopis strombulifera (Lam.) Benth. –
  - Prosopis velutina Wooton –
- "Algarrobos", etc. (Neotròpics, particularment al Gran Chaco)
  - Prosopis abbreviata Benth. -
  - Prosopis affinis Spreng. –
  - Prosopis alba Griseb. – 
    - Prosopis alba var. panta –

  - Prosopis caldenia Burkart –
  - Prosopis chilensis (Molina) Stuntz –
  - Prosopis fiebrigii Harms
  - Prosopis flexuosa DC. –
  - Prosopis hassleri Harms
  - Prosopis juliflora (Sw.) DC. – Bayahonda Blanca, Bayarone Français; Kabuli Kikar, Vilayati Babul, Vilayati Khejra o Vilayati Kikar (Hindi); Trupillo o Turpío
  - Prosopis kuntzei Harms ex Kuntze –
  - Prosopis nigra (Griseb.) Hieron. –
  - Prosopis rojasiana Burkart
  - Prosopis ruscifolia Griseb. –
  - Prosopis strombulifera (Lam.) Benth. –
  - Prosopis tamarugo Phil. –
- Espècies africanes
  - Prosopis africana (Guill. i Perr.) Taub.
- Espècies asiàtiques
  - Prosopis cineraria (L.) Druce – Jand; Ghaf Sami o Sumri Khejri, Sangri Kandi
  - Prosopis farcta (Sol. ex Russell) J.F.Macbr. – Syrian Mesquite[2][3]

## Fotografies

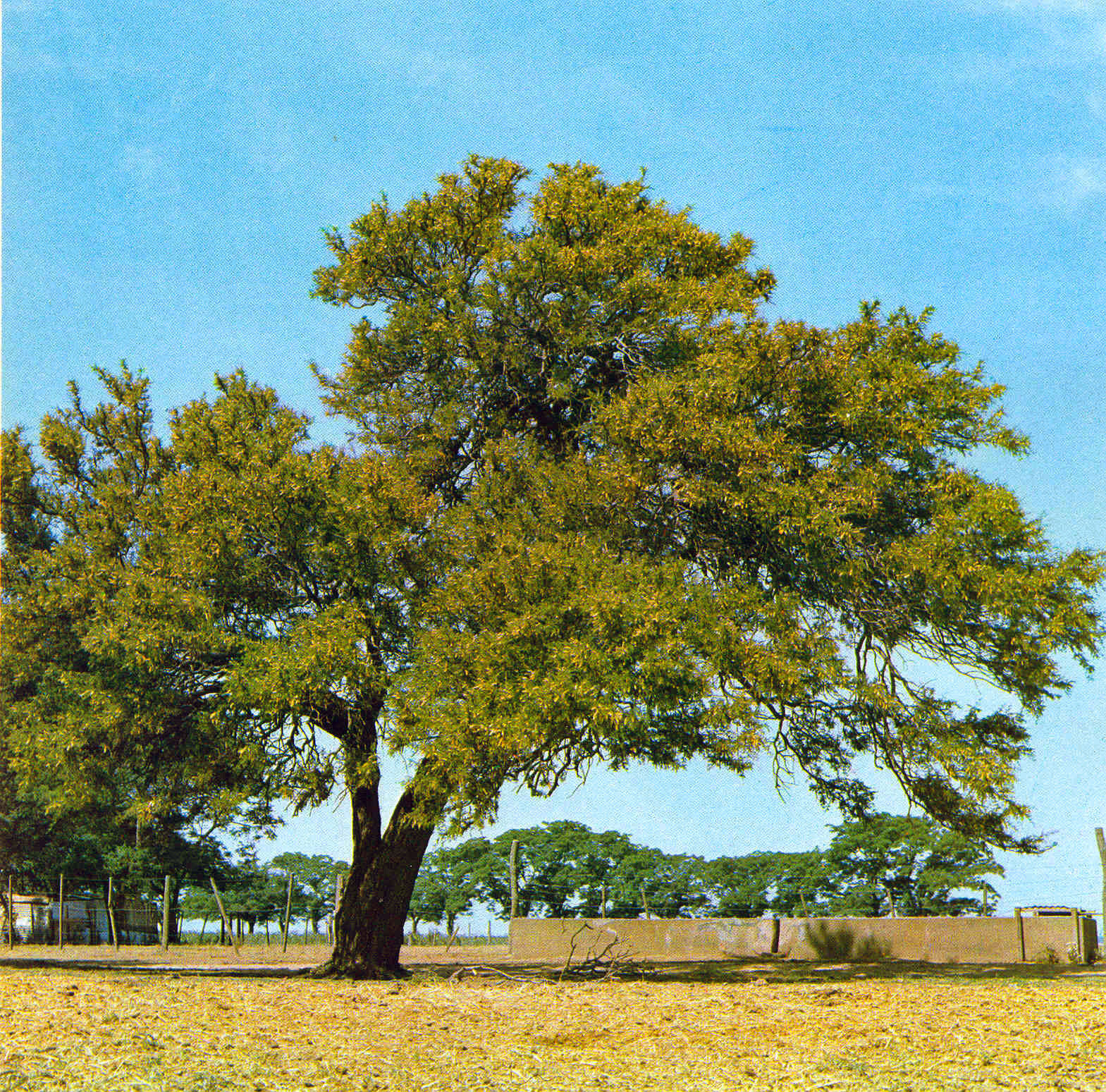
Prosopis affinis
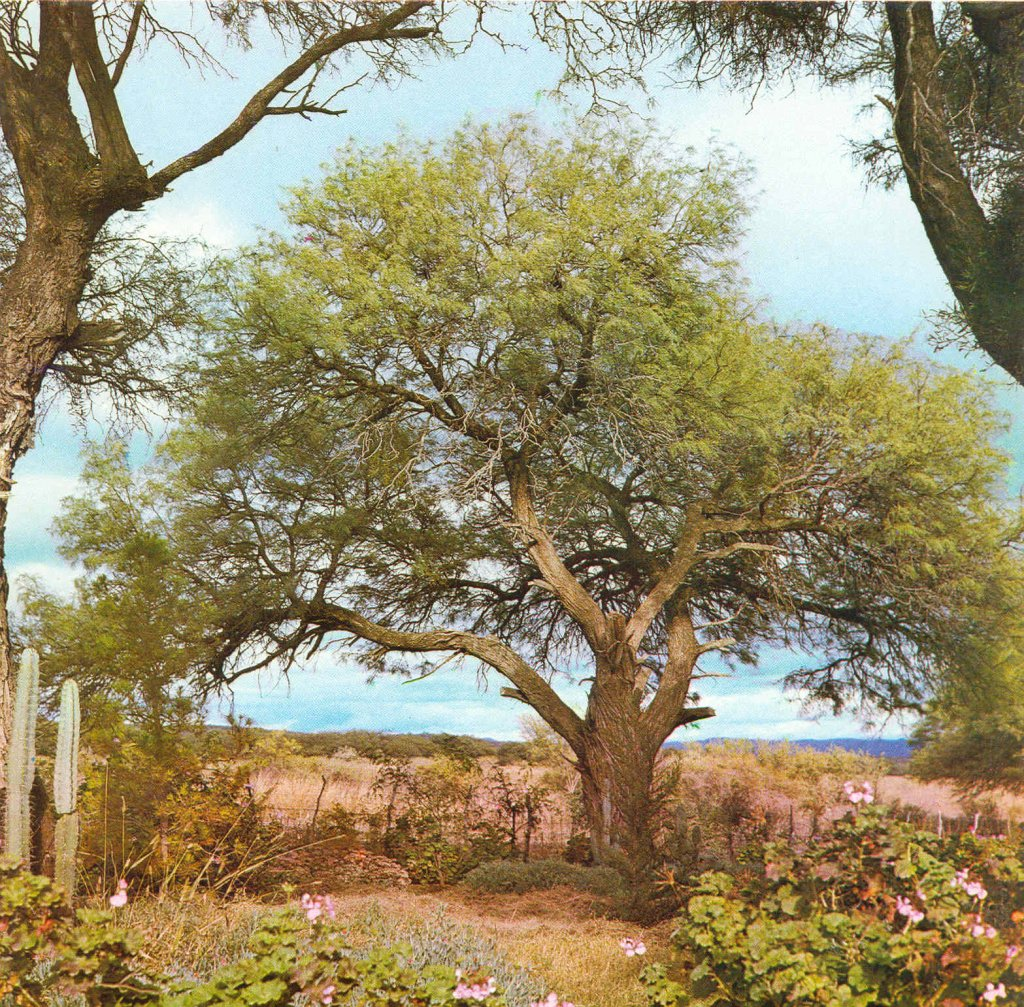
Prosopis alba
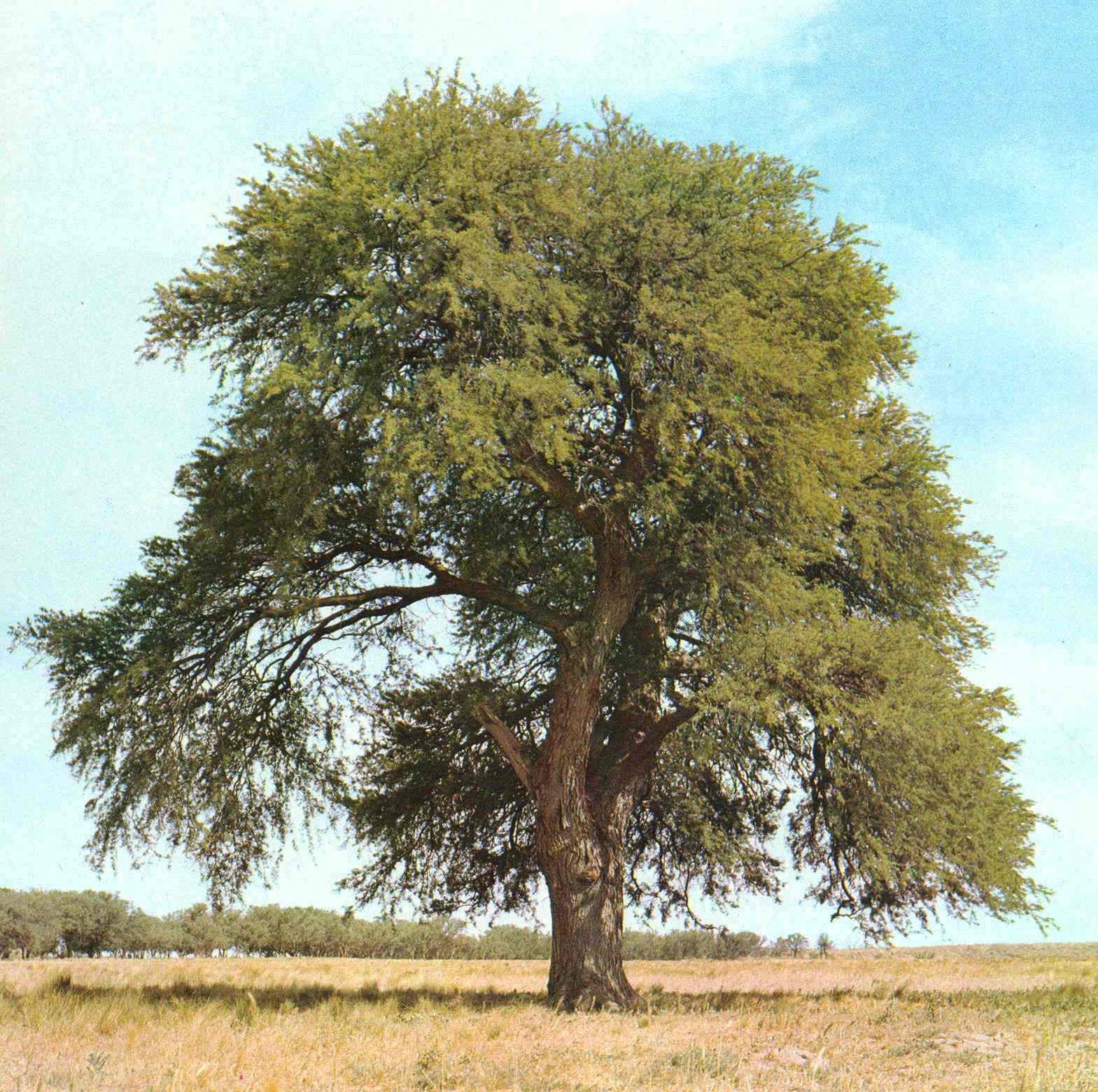
Prosopis caldenia
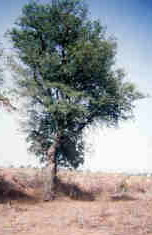
Prosopis cineraria
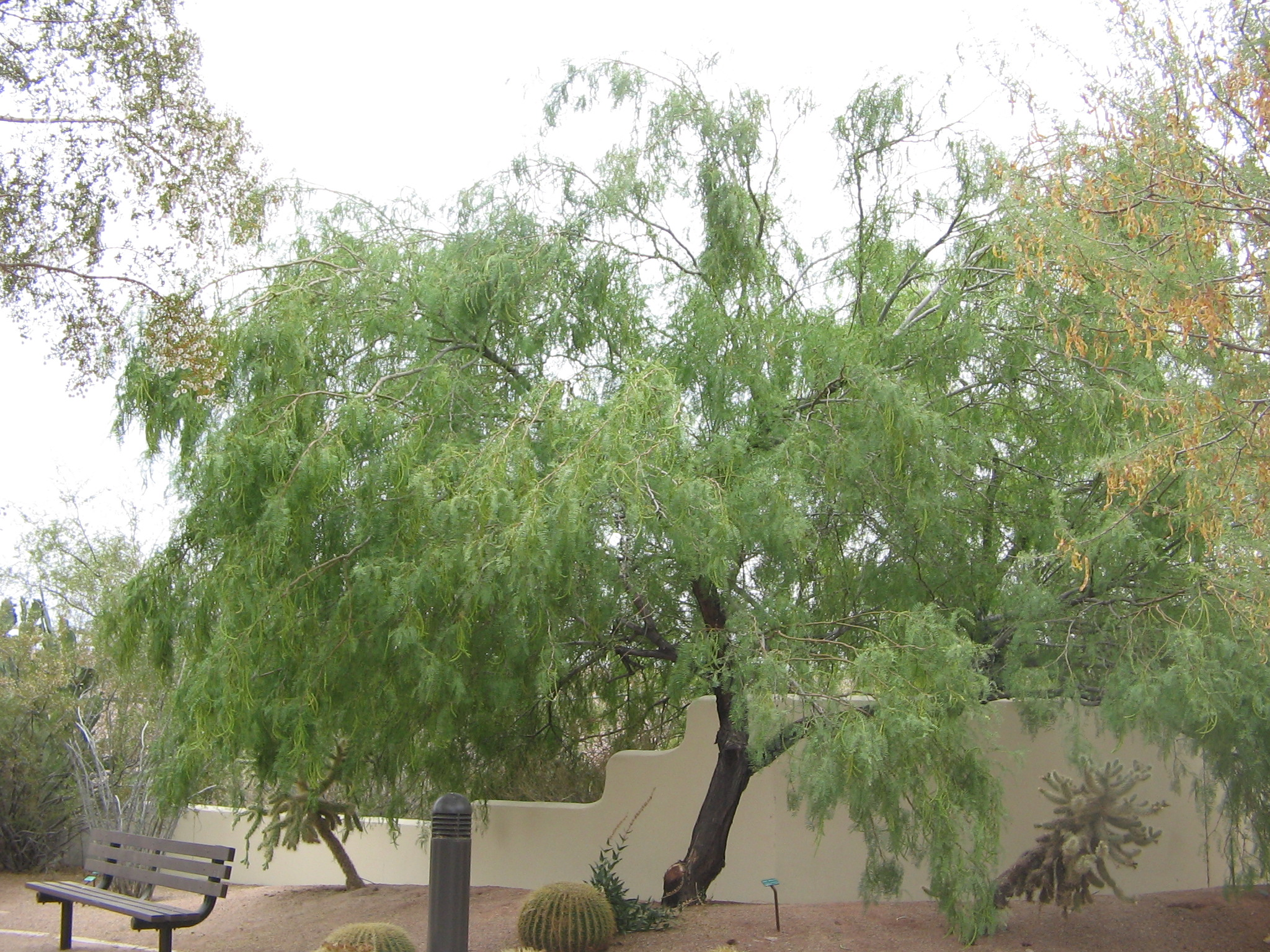
Prosopis glandulosa
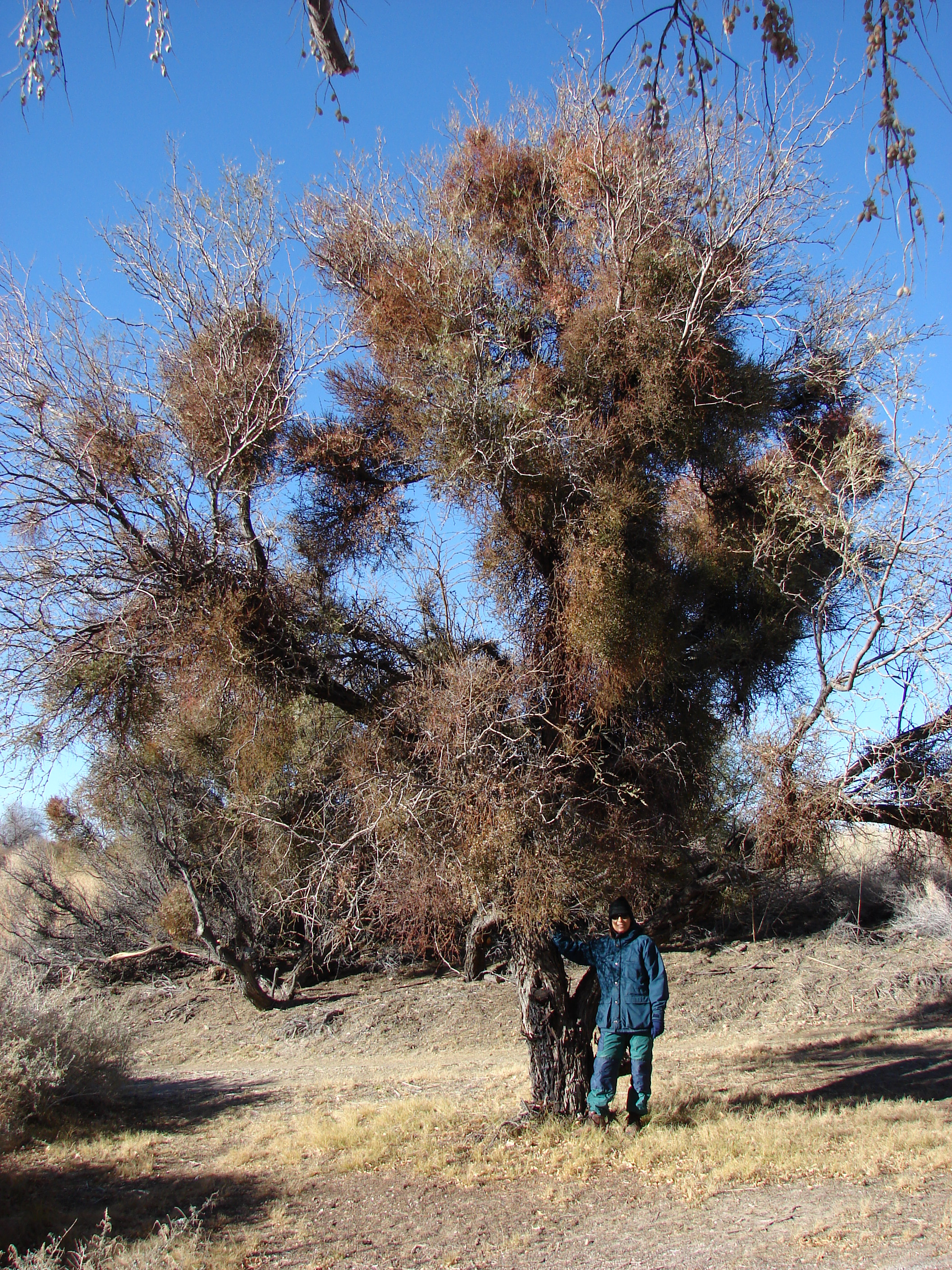
Prosopis glandulosa
Prosopis juliflora
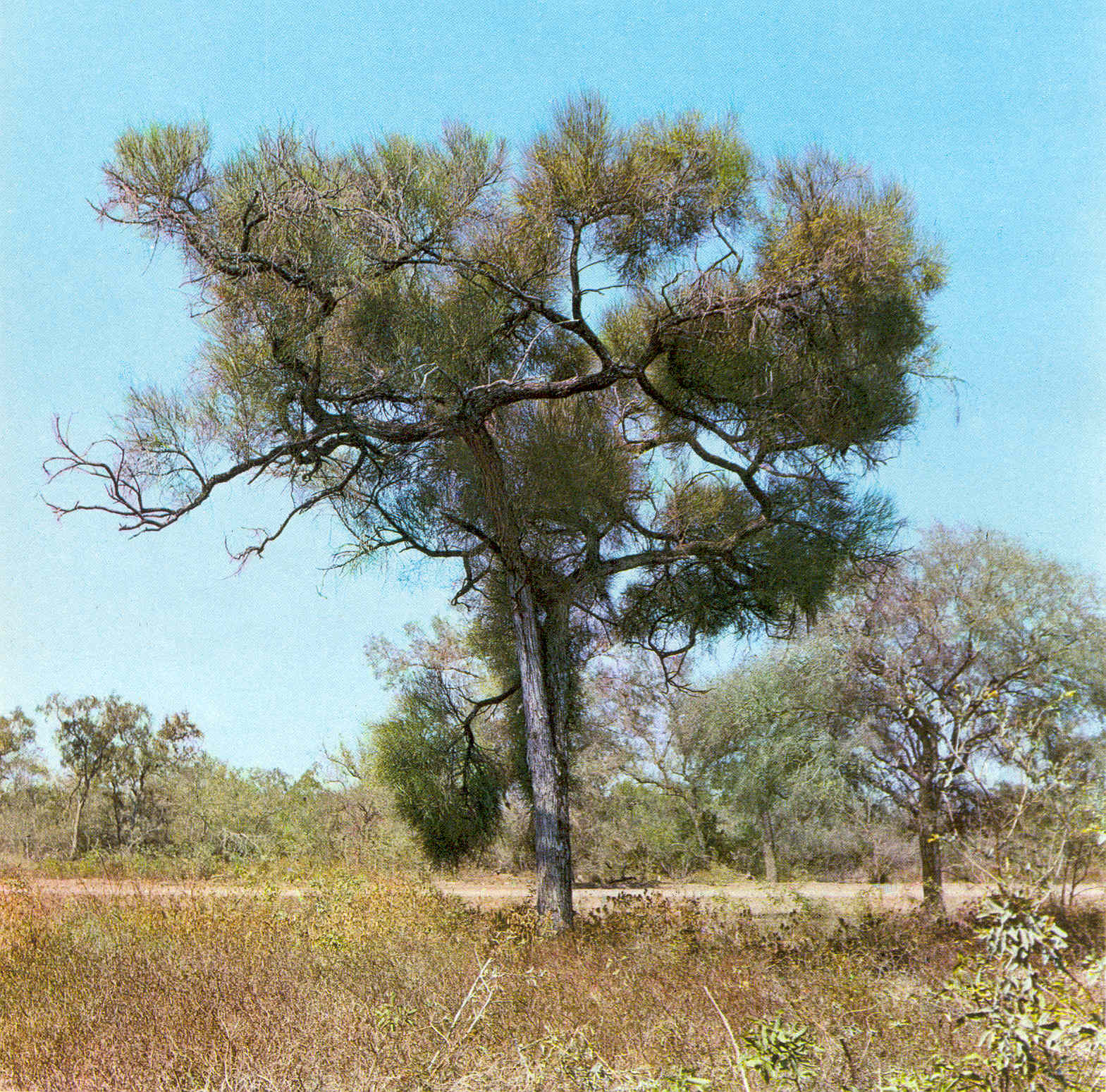
Prosopis kuntzei
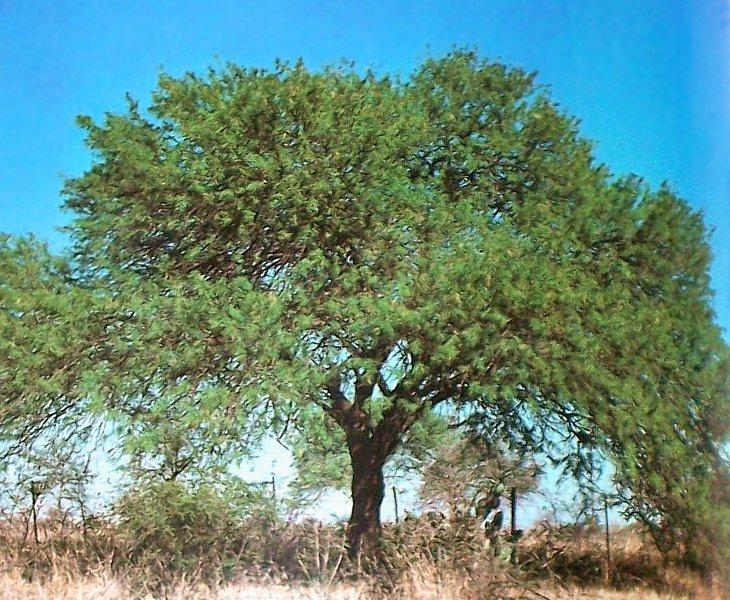
Prosopis nigra
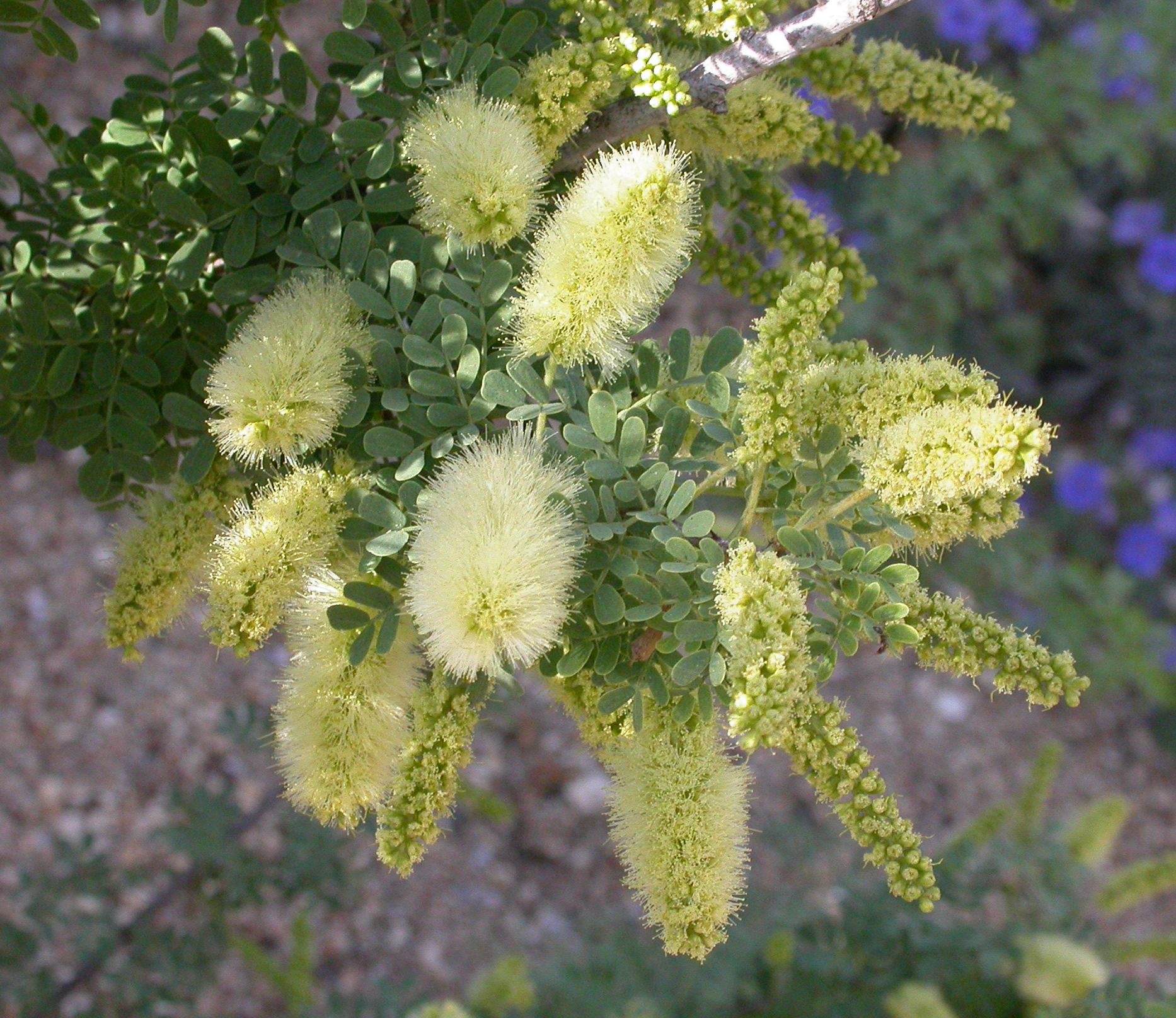
Prosopis pubescens
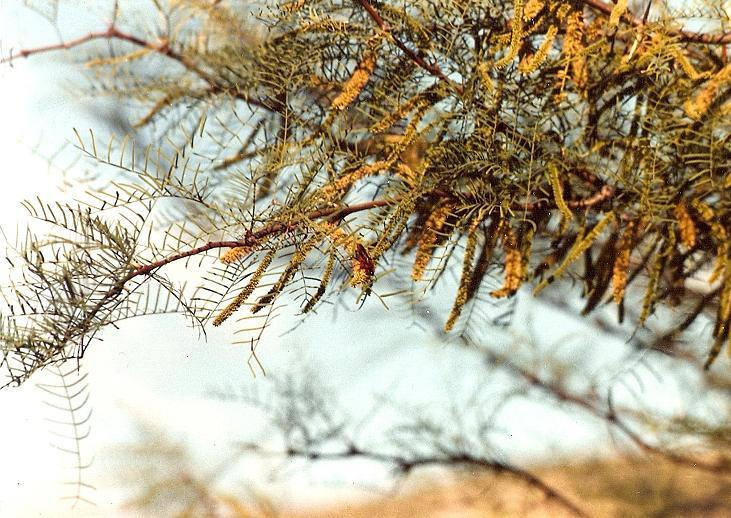
Prosopis chilensis Algarrobo de Xile